# Fonts baptismaux de Beauvechain
Les fonts baptismaux de Beauvechain sont situés en l'église Saint-Sulpice de Beauvechain, commune belge située en Brabant wallon.
Ils constituent un des plus beaux exemples de fonts baptismaux romans de Belgique, aux côtés des fonts baptismaux de Saint-Séverin-en-Condroz, de Furnaux, de Gentinnes, de Gerpinnes, de Saint-Barthélemy à Liège et de Zedelgem.

## Historique
Les fonts baptismaux romans de Beauvechain datent de la seconde moitié du XIIe siècle. 
Ils ont été découverts le 5 octobre 1875 par le curé de la paroisse aux abords de l'église de style néogothique érigée de 1852 à 1856 par l'architecte Émile Coulon.
Ils ne font l'objet d'aucun classement au titre des monuments historiques.

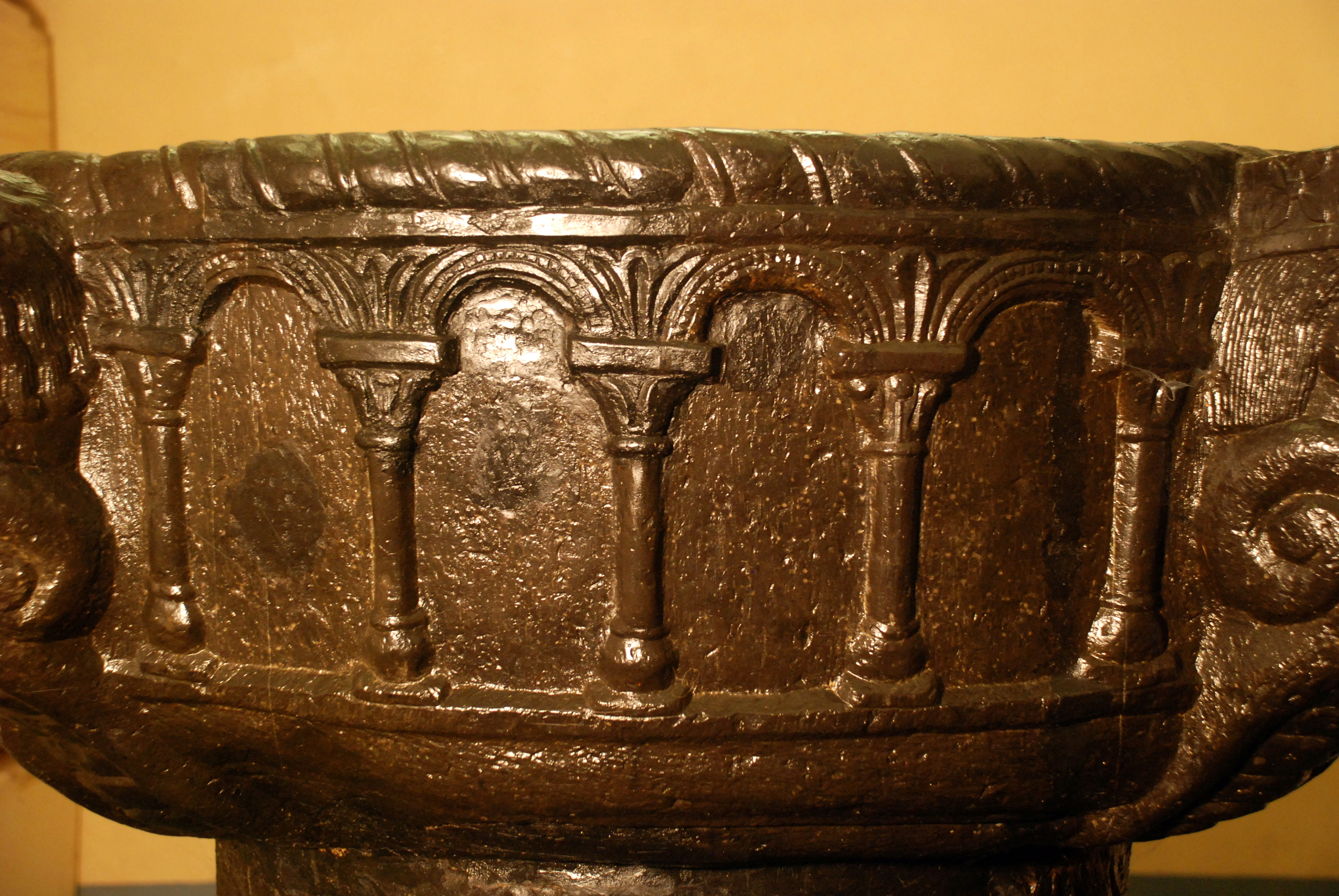
Décor d'arcatures et de colonnettes de la cuve.

## Description
Les fonts baptismaux sont situés dans une chapelle au fond du collatéral gauche de l'église Saint-Sulpice.
Réalisée en grès brun foncé, la cuve circulaire est décorée de quatre visages humains barbus dont deux représentent une tête couronnée, comme dans le cas des fonts baptismaux de Saint-Séverin-en-Condroz.
Entre ces visages, la cuve présente un décor de colonnettes surmontées d'arcs en plein cintre ornés d'une frise de pointes de diamants.
La cuve est portée par une massive colonne torsadée reposant sur un socle carré orné de torsades rappelant celles du bord de la cuve.
|  |  |  |